# Groningen Noord
Groningen Noord – przystanek kolejowy w Groningen, w prowincji Groningen, w Holandii. Znajdują się tu 2 perony.